# Onaj svijet
Onaj svijet je pojam koji se odnosi na područje "nadnaravnog". Direktan ili aktivan pristup s poznatih pet ljudskih osjetila ovom području nije moguć, međutim kroz povijest ljudskih kultura prati čovječanstvo kao tajna.
U tradicionalnom vjerskim značenju onaj svijet je vezan uz pitanje života nakon smrti - u suprotnosti s ovim svijetom, koji se temelji na ovozemaljskom životu.
Najočiglednije se kroz ljudsku povijest prikazuju zamisli o onom svijetu kroz kulturu pogreba.